# امرسون (جورجیا)
امرسن، جورجیا (به انگلیسی: Emerson, Georgia) یک شهر در ایالات متحده آمریکا با جمعیت ۱٬۴۷۰ نفر است که در جورجیا واقع شده‌است.

## موقعیت جغرافیایی
موقعیت جغرافیایی شهرها و مناطق اطراف به شرح زیر است: